# Rimatarasångare
Rimatarasångare (Acrocephalus rimitarae) är en akut utrotningshotad tätting i familjen rörsångare som förekommer på en enda ö i Stilla havet.

## Utseende
Denna art är en stor sångare med en kroppslängd på 17 centimeter och relativt kort näbb. Adult fågel är olivbrun ovan, gulvit under. I ansiktet syns ett mörkt ögonstreck och ett blekt ögonbrynsstreck. Vita fjädrar förekommer i fjäderdräkten, ofta asymmetriskt, vilket kan skapa stora vita fläckar. Lätet är ett högljutt tjack-tjack eller ett ljust tjirpande. Ingen sång är noterad.

## Utbredning och status
Fågeln förekommer enbart på ön Rimatara i Franska Polynesien. Den är mycket fåtalig, med en population på uppskattningsvis endast 600–2600 vuxna individer. Arten tros också minska i antal till följd av habitatförstörelse och ökat antal invasiva arter som katt och brunmajna (Acridotheris tristis). Detta i kombination med det mycket begränsade utbredningsområdet gör att internationella naturvårdsunionen IUCN kategoriserar arten sedan 2018 som akut hotad.

### Familjetillhörighet
Tidigare fördes rörsångarna liksom ett mycket stort antal andra arter till familjen Sylviidae, tidigare kallad rätt och slätt sångare. Forskning har dock visat att denna gruppering är missvisande, eftersom då även välkända och mycket distinkta familjer som svalor, lärkor och stjärtmesar i så fall bör inkluderas. Rimatarasångaren med släktingar har därför brutits ut till familjen rörsångare (Acrocephalidae).

## Levnadssätt
Arten återfinns på hela ön, till och med i träskmarker och på ormbunkstäckta kullar. Häckning sker dock huvudsakligen i skogsområden som i undervegetationen i kokospalmlundar, kustnära skogar och urskogar på kalkstensgrund.